# Parafia św. Jadwigi Królowej w Gdańsku
Parafia św. Jadwigi Królowej w Gdańsku – parafia rzymskokatolicka usytuowana w Gdańsku. Należy do dekanatu Gdańsk-Łostowice w archidiecezji gdańskiej. Ustanowiona 17 lipca 1990 roku.
Proboszczem parafii od 17 lipca 1990 jest ks. kan. Remigiusz Langowski.